# Witold Mroziewski

Wappen von Witold Mroziewski

Witold Mroziewski (* 25. März 1966 in Augustów) ist ein polnischer römisch-katholischer Geistlicher und Weihbischof in Brooklyn.

## Leben
Witold Mroziewski empfing am 29. Juni 1991 durch Bischof Juliusz Paetz die Priesterweihe für das Bistum Łomża.
Papst Franziskus ernannte ihn am 19. Mai 2015 zum Titularbischof von Walla Walla und zum Weihbischof in Brooklyn. Der Bischof von Brooklyn, Nicholas Anthony DiMarzio, spendete ihm und dem gleichzeitig ernannten James Massa am 20. Juli desselben Jahres die Bischofsweihe. Mitkonsekratoren waren Weihbischof Raymond Chappetto aus Brooklyn und der Bischof von Rockville Centre, William Francis Murphy.